# Episodi di Law & Order - Unità vittime speciali (ottava stagione)

Il cast principale durante l'ottava stagione:
Diane Neal (Casey Novak), B. D. Wong (Dott. George Huang), Dann Florek (Cap. Donald Cragen), Christopher Meloni (Det. Elliot Stabler), Mariska Hargitay (Det. Olivia Benson), Ice-T (Det. Odafin Tutuola), Tamara Tunie (Melinda Warner) e Richard Belzer (Det. John Munch).

L'ottava stagione della serie televisiva Law & Order - Unità vittime speciali, composta da 22 episodi, è stata trasmessa in prima visione negli Stati Uniti dalla NBC dal 19 settembre 2006 al 22 maggio 2007.
In Italia è stata trasmessa in prima visione su Fox Crime dal 15 maggio al 24 luglio 2007. In chiaro è invece andata in onda su Rete 4 dal 28 febbraio all'11 aprile 2009.
| nº | Titolo originale | Titolo italiano       | Prima TV USA      | Prima TV Italia |
| -- | ---------------- | --------------------- | ----------------- | --------------- |
| 1  | Informed         | Informatrice          | 19 settembre 2006 | 15 maggio 2007  |
| 2  | Clock            | Corsa contro il tempo | 26 settembre 2006 | 15 maggio 2007  |
| 3  | Recall           | Il ricordo            | 3 ottobre 2006    | 22 maggio 2007  |
| 4  | Uncle            | Lo zio                | 10 ottobre 2006   | 22 maggio 2007  |
| 5  | Confrontation    | Il confronto          | 17 ottobre 2006   | 29 maggio 2007  |
| 6  | Infiltrated      | Infiltrata            | 31 ottobre 2006   | 29 maggio 2007  |
| 7  | Underbelly       | Il tatuaggio          | 14 novembre 2006  | 5 giugno 2007   |
| 8  | Cage             | La gabbia             | 21 novembre 2006  | 5 giugno 2007   |
| 9  | Choreographed    | Il coreografo         | 28 novembre 2006  | 12 giugno 2007  |
| 10 | Scheherezade     | Conti da saldare      | 2 gennaio 2007    | 12 giugno 2007  |
| 11 | Burned           | Bruciata viva         | 9 gennaio 2007    | 19 giugno 2007  |
| 12 | Outsider         | L'outsider            | 16 gennaio 2007   | 19 giugno 2007  |
| 13 | Loophole         | Scappatoia            | 6 febbraio 2007   | 26 giugno 2007  |
| 14 | Dependent        | Tossicodipendente     | 13 febbraio 2007  | 26 giugno 2007  |
| 15 | Haystack         | Un ago nel pagliaio   | 20 febbraio 2007  | 3 luglio 2007   |
| 16 | Philadelphia     | Filadelfia            | 27 febbraio 2007  | 3 luglio 2007   |
| 17 | Sin              | Il peccato            | 27 marzo 2007     | 10 luglio 2007  |
| 18 | Responsible      | Responsabile          | 3 aprile 2007     | 10 luglio 2007  |
| 19 | Florida          | Florida               | 1º maggio 2007    | 17 luglio 2007  |
| 20 | Annihilated      | Annientata            | 8 maggio 2007     | 17 luglio 2007  |
| 21 | Pretend          | Fingere               | 15 maggio 2007    | 24 luglio 2007  |
| 22 | Screwed          | La resa dei conti     | 22 maggio 2007    | 24 luglio 2007  |

## Informatrice
- Titolo originale: Informed
- Diretto da: Peter Leto
- Scritto da: Dawn DeNoon

### Trama
Benson viene chiamata dopo che una giovane donna si è presentata in ospedale violentata, picchiata e con la testa rasata. Haley Kerns si rifiuta di sottoporsi a un esame per accertare lo stupro, ma Benson le ruba la biancheria intima prima di lasciare l'appartamento e la dà alla Warner per controllare. Quando Benson torna al suo appartamento incontra l'Agente Speciale Dana Lewis, dell'FBI, sotto copertura col nome di Star Morrison, e si scopre che Haley è un'informatrice federale che lavora con loro sull'ecoterrorismo. Dopo che Stabler è stato ferito durante una ricerca con Morrison, Benson e lei lavorano per ottenere informazioni da Haley prima che gli ecoterroristi possano colpire. Dopo la risoluzione del caso l'FBI offre un lavoro temporaneo sotto copertura a Benson, che ufficialmente è stata solo riassegnata, e non ha potuto nemmeno avvertire i colleghi più stretti.
- Guest star: Marcia Gay Harden (Star Morrison / Agente Speciale FBI Dana Lewis), Kristen Bush (Haley Kerns), Ebon Moss-Bachrach (Justin).

## Corsa contro il tempo
- Titolo originale: Clock
- Diretto da: James Hayman
- Scritto da: Allison Intrieri

### Trama
Stabler e Tutuola indagano insieme su due adolescenti scomparsi durante una gita in un museo locale. La loro indagine rivela presto la prova che la scomparsa è stata organizzata per aiutare Janey, che soffre della sindrome di Turner, a stare con il suo fidanzato più grande, un uomo trentenne con una predilezione per le ragazze più piccole, e per aiutare il ragazzo, Connor, a saldare un debito di gioco d'azzardo. Janey, nonostante abbia 17 anni, possiede, per colpa della sua malattia, un corpo da dodicenne. Nel frattempo, Stabler incontra la sua nuova partner, l'ex maresciallo ora diventata detective, Dani Beck. Inoltre sperimenta una spaccatura con sua figlia, Kathleen, che è sconvolta dal modo in cui ha gestito la sua relazione con un giovane di nome Kevin.
- Guest star: Robert Vaughn (Tate Speer), Connie Nielsen (Detective Dani Beck), Isabel Gillies (Kathy Stabler), Allison Siko (Kathleen Stabler).

- Nota: Durante questo ed i seguenti episodi Olivia Benson lavora sotto copertura per l'FBI, e quindi non compare, il successivo episodio 8x06 dal titolo "Infiltrata" la fa vedere in azione durante la missione segreta, e tornerà nella squadra in pianta stabile nell'episodio 8x09 intitolato "Il coreografo". Questa lunga assenza nella storia è dovuta al fatto che l'attrice Mariska Hargitay abbia dovuto assentarsi dal set durante la sua gravidanza.

## Il ricordo
- Titolo originale: Recall
- Diretto da: Juan José Campanella
- Scritto da: Jonathan Greene

### Trama
Stabler e il suo nuovo partner, Dani Beck, indagano sullo stupro di una giovane donna di nome Nikki, che presto identifica un importante avvocato, Martin Trenway, come il suo stupratore. La squadra ha difficoltà a far rimanere le accuse fino a quando un'altra vittima non si fa avanti, ma la sua testimonianza non può essere dimostrata affidabile. Determinato a condannare Trenway, Beck rintraccia una donna del suo passato che detiene la chiave per condannare Trenway, se riescono a convincerla a svelare la verità.
- Guest star: Connie Nielsen (Detective Dani Beck), Charles Shaughnessy (Martin Trenway).

## Lo zio
- Titolo originale: Uncle
- Diretto da: David Platt
- Scritto da: Dawn DeNoon

### Trama
Dopo che una madre e sua figlia di dieci anni vengono trovate violentate e massacrate nel loro appartamento, Stabler e Beck accolgono un senzatetto che si scopre essere lo zio di Munch, Andrew. Inizialmente è il loro principale sospettato fino a quando non trovano la strada per un nuovo sospetto. Sfortunatamente, quando la loro unica prova contro Brent Allen Banks viene scartata in tribunale, Andrew, affetto da una malattia mentale, lo uccide spingendolo sotto un treno della metro in arrivo.
- Special Guest star: Jerry Lewis (Andrew Munch).
- Guest star : Connie Nielsen (Detective Dani Beck), Caren Browning (Capitano C.S.U. Judith Siper).
- Curiosità: il ruolo di Jerry Lewis nei panni dello zio di Munch è stato fortemente voluto da Richard Belzer stesso, che, fin dai tempi in cui recitava come comico, lo ha sempre ritenuto il suo maestro spirituale. La partecipazione all'episodio è anche l'ultima comparsa televisiva di Jerry Lewis.

## Il confronto
- Titolo originale: Confrontation
- Diretto da: David Platt
- Scritto da: Judith McCreary

### Trama
Stabler e Beck non sono d'accordo su come gestire un caso che coinvolge Luke Dixon uno stupratore seriale che sembra intensificare i suoi attacchi. Beck viene coinvolta troppo personalmente nel caso e con le vittime, cosa contro cui Stabler la mette in guardia. Il testimone chiave del caso è una donna incinta che nega di essere stata violentata più di una volta dall'uomo, il cui obiettivo sembra essere stato quello di mettere incinte più donne possibili.
Guest star: Connie Nielsen (Detective Dani Beck), Michael Kelly (Luke Dixon).

## Infiltrata
- Titolo originale: Infiltrated
- Diretto da: David Platt
- Scritto da: Dawn DeNoon

### Trama
Novak cerca di trovare Benson quando il caso di una precedente vittima di stupro, Chelsea Arndale, si basa sulla sua testimonianza. Benson, nel frattempo, vive ancora sotto il falso nome di Persefone James ed è stata arrestata in Oregon dopo che il gruppo di ecologisti in cui si è infiltrata è stato coinvolto in una rissa con la polizia locale. Dopo che lo sceriffo locale l'ha informata che il suo gruppo è sotto osservazione in relazione a un recente omicidio, Benson decide di indagare un po' da sola e scopre che l'uomo era un pedofilo. Quando finalmente trova il suo nascondiglio, le prove al suo interno portano a una conclusione scioccante.
Guest star: Connie Nielsen (Detective Dani Beck), Vincent Spano (agente FBI Dean Porter).

## Il tatuaggio
- Titolo originale: Underbelly
- Diretto da: Jonathan Kaplan
- Scritto da: Amanda Green

### Trama
Dopo che una terza giovane adolescente viene trovata morta, con un tatuaggio di un'impronta di una zampa sulla parte bassa della schiena, Stabler e Beck indagano sul tatuaggio, scoprendo che ben tre ragazze con lo stesso simbolo sono morte e che gli altri omicidi sono accaduti in di stretti diversi da Manhattan. L'indagine li porta a Broder House, una casa adottiva per ragazze. Scoprono che Chantal era una delle tante ragazze che erano finite a lavorare per strada per un uomo di nome Victor. Stabler avverte Beck che non può essere coinvolta emotivamente in ogni caso, ma i due lavorano insieme (scambiandosi persino un bacio dopo aver bevuto insieme in un pub) per catturare Victor, facendo affidamento su una delle sue ragazze per ottenere le prove di cui hanno bisogno.
- Guest star: Connie Nielsen (Detective Dani Beck), Michael Kenneth Williams (John Victor Bodine)

## La gabbia
- Titolo originale: Cage
- Diretto da: David Platt
- Scritto da: Patrick Harbinson

### Trama
Dopo che un furgone con a bordo due bambini piccoli finisce nel fiume, Beck si affeziona subito alla piccola Eden, e l'indagine su un nastro trovato nel veicolo rivela una morte misteriosa che coinvolge una controversa tecnica di terapia dell'attaccamento. Beck cerca di fare la cosa giusta salvando Eden, solo per ritrovarsi distrutta quando sembra che non ci sia nulla che possa fare per aiutarla. L'indagine rivela una famiglia adottiva che abusa dei bambini affidati alle loro cure, dietro pagamento di 8000 dollari ciascuno, arrivando a chiuderli al buio, in una gabbia dentro una stalla, ma non tutti i bambini concordano sul fatto che si sia trattato di un abuso. Beck decide di ospitare la bambina a cui si è molto affezionata, ma durante la notte accade un fatto incredibile che la destabilizza. A causa della pressione emotiva del caso, Beck decide quindi di lasciare per sempre l'Unità Vittime Speciali.
- Guest star: Connie Nielsen (Detective Dani Beck), Elle Fanning (Eden).
- Nota: Questo è l'ultimo episodio in cui compare la detective Dani Beck.

## Il coreografo
- Titolo originale: Choreographed
- Diretto da: Peter Leto
- Scritto da: Paul Grellong

### Trama
Dopo la presunta morte per infarto di Danielle Masoner, una celebre modella, a Central Park, Stabler segue le tracce di un senzatetto che soffre di Afasia e non parla, ma che si rivela essere un testimone migliore di quanto pensasse. Accoppiato di nuovo con Benson, Stabler indaga sulla morte di Danielle, ma l'indagine continua a fargli riaffiorare ricordi di Dani Beck. Nel corso delle indagini, Benson e Stabler vengono a sapere che il marito di Danielle, un coreografo, stava andando a letto con una loro amica, portando la squadra a sospettare prima di lui, ma i loro sospetti si rivolgono presto al marito dell'altra donna. L'arma del delitto è alquanto inusuale, una fiala di Dieldrina.
- Guest star: Bob Saget (Glenn Cheales), Catherine Bell (Naomi Cheales).

- Nota: Olivia Benson, terminato il lavoro sotto copertura per l'FBI, e quindi si riunisce con la squadra.

## Conti da saldare
- Titolo originale: Scheherazade
- Diretto da: David Platt
- Scritto da: Amanda Green

### Trama
Stabler si reca dal malato terminale di cancro Judson Tierney dopo una richiesta del suo parroco, e presto si rende conto che Tierney ha una storia che non vede l'ora di raccontare, ma che vuole raccontare solo alla figlia separata. Con Benson che tiene d'occhio Tierney, Stabler esamina il passato dell'uomo e scopre che una volta era coinvolto in una serie di rapine in banca irrisolte e che ha mantenuto un segreto su sua figlia per oltre vent'anni.
- Guest star: Karl Kenzler (Padre Denis), Brian Dennehy (Judson Tierney).

## Bruciata viva
- Titolo originale: Burned
- Diretto da: Eriq La Salle
- Scritto da: Judith McCreary

### Trama
Stabler e Benson si trovano su fronti opposti quando Valerie Sennet accusa il marito, Miles Sennet, di aver fatto irruzione in casa sua e di averla violentata. Poiché Miles non ha precedenti di violenze e Valerie si rifiuta di consentire agli investigatori di usare sua figlia Tessa come testimone, viene presto rilasciato. Stabler e Benson continuano a scontrarsi perché il primo pensa che sia un'invenzione di Valerie per vendicarsi del suo futuro ex marito, mentre Benson rimane convinta che Miles abbia violentato Valerie e sia un pericolo. Kathy chiede aiuto a Benson per convincere Stabler a firmare i documenti per il divorzio.
- Guest star: Michael Michele (Valerie Sennet), Blair Underwood (Miles Sennet), Tiffany Evans (Tessa Sennet).

## L'outsider
- Titolo originale: Outsider
- Diretto da: Arthur W. Forney
- Scritto da: Paul Grellong

### Trama
Tutuola lavora con riluttanza a un caso che coinvolge lo stupro di Ming Hao, una studentessa, dopo che suo figlio Ken si sente responsabile della cattura dello stupratore. Tutuola, cercando di risolvere il caso con una vittima di stupro non disposta a collaborare, incontra un altro detective, Chester Lake, che sta indagando su casi simili come membro dell'Unità vittime speciali di Brooklyn. I due si scontrano all'inizio, ma quando si verifica un altro stupro, i due investigatori devono lavorare insieme e prendere il ritmo prima che lo stupratore colpisca di nuovo.
- Guest star: Adam Beach (Chester Lake), Ernest Waddell (Ken Randall), Joanna Merlin (Giudice Lena Petrovsky), Kelli Giddish (Kara Bawson), Kal Penn (Henry Chanoor).
- Nota: Chester Lake compare per la prima volta nella serie, entrerà come detective stabile dell'Unità di Manhattan nella stagione successiva.
- Curiosità: Kelli Giddish debutta con questo episodio in un ruolo minore, dal 2011 interpreterà il detective Amanda Rollins nella serie.

## Scappatoia
- Titolo originale: Loophole
- Diretto da: David Platt
- Scritto da: Jonathan Greene

### Trama
Stabler finisce per essere fuori servizio dopo che un criminale imbottito di PCP lo scaglia attraverso una finestra alla stazione, così Benson si allea con Munch e Tutuola per indagare su un misterioso pacchetto di foto consegnate in modo anonimo al distretto. Le fotografie li portano sia a un sospetto pedopornografo che a Raymond Nesbitt, un ladro tossicodipendente, soprannominato Mr. Cotton Fioc, con un problema patologico di accumulo di cerume. I sospetti sono però errati, dopo che Benson si ammala durante le indagini, la squadra si rende conto che c'è più della pornografia infantile in gioco poiché la loro indagine rivela presto che Seth Millstead non amava i ragazzini, ma aveva utilizzato gli inquilini del condominio in un esperimento per un nuovo pesticida.
- Guest star: Karen Olivo (Jennifer Benitez), Ray Wise (Roger Hanley), Justin McCarthy (Raymond Nesbitt / Mr. Cotton Fioc).

## Tossicodipendente
- Titolo originale: Dependent
- Diretto da: Peter Leto
- Scritto da: Ken Storer

### Trama
Una improvvisa aggressione porta alla morte di una donna, prima stuprata e sodomizzata con una lampada, e fa finire in ospedale suo marito. Benson e Stabler tentano di interrogare la loro giovane figlia, la sedicenne Charlotte Truex, che si trova a casa del fidanzato e che è confusa su un attacco ai suoi genitori, lasciando il suo fratellino Tommy traumatizzato. Le indagini fanno uscire un giro di alcol, droghe leggere e pillole consumate dagli studenti della scuola di Charlotte. Messa alle strette la ragazzina ammette di essere stata sotto effetto di allucinogeni nella notte dell'aggressione, e teme di poter essere stata lei a compierla, assieme al fidanzato, tentando il suicidio durante l'interrogatorio al distretto. Il padre, essendo avvocato, decide di assumersi personalmente la difesa della figlia, anche se potrebbe essere complice dell'aggressione e dell'omicidio della madre. Stabler mette a rischio la sua carriera quando si spinge troppo oltre.
- Guest star: Emily VanCamp (Charlotte Truex), Seamus Davey-Fitzpatrick (Tommy Truex), Cary Elwes (Avvocato Sidney Truex), Robert John Burke (Sergente Ed Tucker), Isabel Gillies (Kathy Stabler), Liza Lapira (Detective Lu).

## Un ago nel pagliaio
- Titolo originale: Haystack
- Diretto da: Peter Leto
- Scritto da: Amanda Green

### Trama
Un bambino di tredici mesi scompare e Stabler va subito ad interrogare la madre, Laura Kozlowski, che è convinta che il rapitore sia l'ex marito, Dan Kozlowski, con cui ha avuto una relazione di circa due anni, e che ha sposato solo perché era incinta, nonostante fosse un giocatore d'azzardo incallito, ubriacone e violento. Il caso si complica quando la giovane madre si suicida, pensando che il suo bambino sia morto, dopo che è scomparso, e poco dopo si presenta al distretto quello che è il padre biologico, il tassista irlandese James Kendall, detto "Paddy", che subito va in contrasto con Dan Kozlowski. Il caso porta Benson a riflettere e a farsi domande sulla sua storia familiare, scoprendo dal test del DNA di avere un fratello.
- Guest star: Ashley Williams (Laura Kozlowski), Pablo Schreiber (Dan Kozlowski), Dana Ashbrook (James "Paddy" Kendall).
- Nota: questo episodio segna il debutto nella serie di Pablo Schreiber, in un ruolo minore, che sarebbe poi diventato celebre come il super criminale William Lewis, nel corso di otto episodi nelle annate 2013-2014.

## Filadelfia
- Titolo originale: Philadelphia
- Diretto da: Peter Leto
- Scritto da: Patrick Harbinson

### Trama
Benson e Stabler si spingono ben al di fuori del loro territorio per una indagine personale, al punto di arrivarsi a scontrare con le forze di polizia di un altro stato e mettendo in allarme il dipartimento degli Affari Interni. Olivia Benson è riuscita infatti a trovare il suo fratello biologico, Simon Marsden, nel New Jersey, ma scopre che è indagato dalla polizia locale per crimini sessuali. Per ora il sospettato si è limitato ad entrare di notte in casa ed a rubare biancheria intima femminile, ma il Capitano Julia Millfield, che segue le indagini nell'altro stato, è convinta si possa spingere fino allo stupro, avvertendo Olivia Benson. Quest'ultima racconta la sua storia personale al collega, ma la sua ossessione di trovare il fratello per parlargli mette a rischio un'altra indagine in corso, su un prigioniero stuprato in carcere, così come la sua stessa collaborazione con Elliot Stabler.
Guest star: Michael Weston (Simon Marsden), Gregory Alan Williams (Detective Folkner), Kim Delaney (Capitano Julia Millfield).

## Il peccato
- Titolo originale: Sin
- Diretto da: George Pattison
- Scritto da: Patrick Harbinson

### Trama
Un gigolò gay di nome Richard viene assassinato e l'indagine rivela che un pastore che predica un'estrema intolleranza verso gli omosessuali potrebbe aver avuto una relazione con lui. La prova sta nelle tracce di DNA lasciate sul cuscino della vittima: c'è infatti una corrispondenza di 6 geni tra il DNA trovato e quello del pastore, non abbastanza per condannarlo, ma abbastanza per sospettare di lui.
Stabler porta il pastore nella sua chiesa per indurlo a confessare e ci riesce, ma l'avvocato difensore smonta subito la confessione, sostenendo che Stabler abbia fatto violenza psicologica al pastore facendo leva sulla sua paura di finire all'inferno. Il giudice accetta la tesi dell'avvocato difensore e rigetta la confessione.
In seguito, l'indagine porta alla scoperta che il pastore aveva corrotto la vittima in passato e che questa l'aveva chiamato il giorno della sua morte chiedendogli altri soldi. Inoltre la stampa si accanisce contro il pastore definendolo un sodomita, un ipocrita e un traditore della sua stessa chiesa. Il pastore confessa di essere responsabile dell'omicidio del gigolo anche in sala interrogatorio, ma si rifiuta di confessare di essere gay. 
A questo punto, l'Unità vittime speciali pensa che stia coprendo qualcun altro e sospettano che uno dei figli del pastore sia gay e abbia ucciso il gigolò dopo essere andato a letto con lui, il che spiegherebbe la corrispondenza parziale del DNA e la corruzione del gigolò da parte del pastore.
Benson e Stabler interrogano privatamente Lucy, una delle figlie del pastore, scoprendo che suo fratello Luke era in passato "malato di omosessualità", ma che adesso è guarito. Subito dopo però afferma, sconvolta, che potrebbe essere stato Luke a uccidere il gigolò.
Nel frattempo, la moglie del pastore spara a suo marito, scrivendo una lettera in cui lo definisce sodomita e traditore. Il pastore sopravvive all'attentato e viene ricoverato in ospedale.
Successivamente la polizia arresta Luke che ammette di essere gay e di aver fatto sesso con Richard, ma nega categoricamente di averlo ucciso. La polizia gli crede e decide di portarlo al capezzale del padre: qui il pastore dice al figlio che lo perdona per essere gay e che non aveva alcun diritto di mandarlo in una clinica, all'insaputa della madre, per farlo "guarire" e di corrompere Richard per non fargli rivedere mai più suo figlio. Inoltre lo perdona per aver ucciso Richard. Intanto la moglie del pastore si scusa con il marito, supplicandolo di perdonarla per ciò che ha fatto; l'uomo decide di perdonarla.
Luke crede al padre e guardandolo negli occhi gli dice che non ha ucciso Richard. Il pastore allora chiede chi lo abbia ucciso. La risposta non tarda ad arrivare: l'unico che poteva sapere dell'omosessualità di Luke oltre al pastore, a Richard e a Lucy era Trent, il fidato braccio destro del pastore.
Trent viene arrestato e in sala interrogatorio confessa quasi subito di aver ucciso Richard per la sua omosessualità. Giustifica le sue azioni dicendo di aver eseguito la volontà di Dio. Quando Stabler gli chiede perché abbia incastrato il pastore invece di rivendicare l'omicidio, Trent risponde che voleva punire il pastore per la sua mancanza di fede e sostituirlo alla guida della sua chiesa.
- Guest star: Karl Kenzler (Padre Denis), Tim Daly (Jeb Curtis).

## Responsabile
- Titolo originale: Responsible
- Diretto da: David Platt e Yelena Lanskaya
- Scritto da: Allison Intrieri

### Trama
Quando l'adolescente liceale Melanie Tamkin viene trovata morta nell'appartamento di una coppia in vacanza, Benson e Stabler vengono trascinati nel mondo del bere minorile e delle feste ubriache del liceo. Stabler chiede persino aiuto alla figlia Kathleen per capire meglio i giovani d'oggi. Il caso prende una svolta quando, guardando video e blog degli studenti sul web, vengono a conoscenza del fatto che una delle madri degli adolescenti, Lillian Rice, è responsabile di fornire alcolici per le feste di sua figlia. La stessa viene anche sorpresa ad avere una relazione sessuale da mesi con Jordan, un compagno di classe minorenne di sua figlia Becca. La scelta non è casuale, infatti la madre si è voluta mettere in competizione con la figlia, portandosi a letto proprio il ragazzo che piaceva a quest'ultima. La successiva morte di un altro studente, Jordan, in un incidente stradale dovuto all'alcol, peggiora la situazione.
- Guest star: Allison Siko (Kathleen Stabler), Laura Leighton (Lillian Rice), Hunter Parrish (Jordan Owens), Sarah Drew (Becca Rice).

- Curiosità: L'episodio si conclude con una scritta a video che riporta il numero dei minorenni statunitensi deceduti nel 2005 in incidenti stradali dovuti all'alcol, 2449.

## Florida
- Titolo originale: Florida
- Diretto da: David Platt
- Scritto da: Jonathan Greene

### Trama
Durante un interrogatorio arriva al distretto l'agente FBI Dean Porter, con cui Benson ha già collaborato sotto copertura, che desidera parlarle. Quando la detective si trova nel mezzo di un'indagine su suo fratello Simon Marsden, accusato di stupro, il caso inizia a minacciare la sua carriera. Il Capitano Julia Millfield del New Jersey è convinta che Olivia Benson sia l'amante del sospettato, e scopre che gli ha mandato dei soldi. Mentre Simon Marsden scappa, Benson indaga ulteriormente sulla sua vita familiare e inizia a chiedersi se sia nata o meno in seguito a uno stupro. Le indagini portano Benson e Porter fino in Florida, ma qualcuno sta cercando di incastrare Marsden.
- Guest star: Michael Weston (Simon Marsden), Kim Delaney (Capitano Julia Millfield), Vincent Spano (agente FBI Dean Porter).

## Annientata
- Titolo originale: Annihilated
- Diretto da: Peter Leto
- Scritto da: Amanda Green

### Trama
L'omicidio di una donna sembra essere opera di un sicario professionista, poiché, secondo il padre della vittima il suo fidanzato, Steven Dashiell, ha ricevuto minacce di morte, apparentemente derivanti dalla sua carriera nella CIA. Elliot Stabler, indagando su questo, scopre che l'uomo potrebbe non essere tutto ciò che sembra. Steven Dashiell infatti è sposato, con tre figli, e si chiama Malcolm Royce, e si è inventato la seconda identità. Quando però i detective si recano nella residenza Royce la situazione si complica, sono tutti morti e Malcom è ferito. Sul lato personale Elliot continua a ricostruire il suo rapporto con la moglie... 
- Guest star: Dylan Walsh (Steven Dashiell / Malcolm Royce), Kelly Deadmon (Lindsay Royce).
- Kelly Deadmon è una veterana come guest star del franchise, ha infatti partecipato a ben 12 diversi episodi in tre diverse serie, con vari ruoli.

## Fingere
- Titolo originale: Pretend
- Diretto da: David Platt
- Scritto da: Dawn DeNoon

### Trama
La squadra indaga sulla morte di Riley Cuskey, un adolescente parzialmente vestito che indossa una maschera di pelle. Gli investigatori scoprono che il migliore amico della vittima, Scott Heston, che inizialmente dice di essere solo testimone dell'omicidio involontario, è in realtà l'assassino. Scott Heston ha infatti un video, che mostra che la morte del ragazzo è stata il risultato di un incontro di wrestling estremo andato storto nel cortile di casa. I due ragazzi hanno anche usato armi vere. Anche se la giuria lo ritiene innocente, Casey Novak sospetta che ci sia dietro un movente. La testimonianza della ragazza della vittima, Cassandra, diventa determinante, ma anche lei nasconde un incredibile segreto, non è una vera sedicenne.
- Guest star: Misti Traya (Denise Pikering / Cassandra Sullivan / Loretta Sheridan), Michael Welch (Scott Heston).
- Nota: l'attrice che interpreta Cassandra aveva 26 anni nel 2007, all'epoca dell'episodio.

## La resa dei conti
- Titolo originale: Screwed
- Diretto da: Arthur W. Forney
- Scritto da: Judith McCreary

### Trama
Darius Parker va sotto processo per lo stupro e l'omicidio di una donna e del suo bambino di 14 mesi. Il caso mette Fin, che ha persino Munch e Stabler contro, sotto tiro dai media. Novak prosegue il processo che tra gli altri porta alla sbarra Stabler e Tutuola. Molte storie precedenti vengono introdotte nel processo. La difesa di Darius Parker cerca infatti di mettere in cattiva luce i detective dell'Unità vittime speciali. Intanto Stabler riceve una notizia inaspettata dalla moglie e il detective Chester Lake viene assegnato alla squadra.
- Guest star: LisaGay Hamilton (Teresa Randall), Ernest Waddell (Ken Randall), Ludacris (Darius Parker),Michael Weston (Simon Marsden),  Vincent Spano (agente FBI Dean Porter), Steven Weber (avvocato Matthew Braden), Isabel Gillies (Kathy Stabler), Adam Beach (Detective Chester Lake), Jack McGee (Tenente Allan James), John Schuck (Supervisore Capo Muldrew).
- Nota: l'episodio segue i fatti avvenuti nella stagione precedente, episodio 7x18.